# Номізма
Номізма (nomisma, множина: nomismata) — золота монета, візантійська спадкоємниця Римського соліда. Карбувалися у Візантійській імперії до грошової реформи Олексія I Комніна у 1092 році. Це був найвищий номінал валюти Візантії.
Від назви Номізма походить слово «нумізматика».

## Історія
Номісмою називали римський солід, який продовжували карбувати у Візантійській імперії з моменту їхї заснування. Перша грошова реформа, яка була проведена імператором Никифором II (963—969). додатково до «старої» номізми з 4,5 грамів золота, він почав додатковово карбувати менші номісми вагою 4,13 грамів. Нова монета дістала назву — номізма тетартерон, а старі монети називали номізма гістаменон.
Вартість номізми залишалася сталою до часів Костянтина IX Мономаха (правив у 1042—1055).
Однак все змінилося при правлінні Романа IV Діогена (1067—1071) та Никифора III Вотаніата (1078—1081) — монету настільки позбавили золота, що вона стала білою, що прямо пов'язано з важкими часами, які переживала у ті часи Візантія.
Після 1092 року монетну систему Візантії кардинально змінено. Замість девальвованої номізми прийшов Гіперпірон (4,48 г). Проте назву номізма часто вживають для позначення цієї, тоді нововеденої, золотої монети.